# Storming the Reality Studio
Storming the Reality Studio: A Casebook of Cyberpunk and Postmodern Science Fiction, editado por Larry McCaffery, fue publicado por Duke University Press en 1992, aunque la mayor parte de su contenido apareció en Mississippi Review en 1988.
Esta colección de ficciones de conocidos escritores contemporáneos y comentarios críticos de teóricos posmodernos aborda cuestiones relativas a cómo funciona el cyberpunk dentro de la cultura posmoderna.  Este libro de casos se convirtió en el criterio para promover la interacción entre el género de la ciencia ficción y la vanguardia literaria. En su reseña del libro en Science Fiction Studies, John Fekete escribe: "A McCaffery le gusta leer buenos libros; y su papel, como en este texto, al presentar artefactos literarios interesantes y poco convencionales a lectores que de otro modo los extrañarían, es ofrecer un servicio loable con un entusiasmo contagioso." Lance Olsen dice en su reseña: "Estamos hablando del Zeitgeist. Nada más y nada menos. En eso se refiere Larry McCaffery en esta nueva y brillante compilación que ha editado y que sólo tienes que leer... No puedes evitarlo. entusiasmarse con esta colección. Simplemente no se puede. Hace nada menos que ensamblar un canon de posmodernidad de la década de 1990". 

## Escritores de ficción destacados enStorming the Reality Studio
- Kathy Acker
- JG Ballard
- William S. Burroughs
- Pat Cadigan
- Samuel Delany
- Don De Lillo
- Guillermo Gibson
- Harold Jaffe
- Richard Kadrey
- Marc Laidlaw
- Mark Leyner
- Jose McElroy
- misha
- Ted Mooney
- Thomas Pynchon
- Rudy Rucker
- lucio shepard
- Lewis Shinner
- John Shirley
- Bruce Sterling
- William Vollman

## Escritores de no ficción destacados enStorming the Reality Studio
- Jean Baudrillard
- Jacques Derrida
- Joan Gordon
- Verónica Hollinger
- Fredric Jameson
- Arthur Kroker y David Cook
- Timothy Leary
- Jean-François Lyotard
- Larry McCaffery
- Brian McHale
- David Porush
- Bruce Sterling
- Darko Suvin
- Takayuki Tatsumi